# Катара
Катара (устар. Катора) — река в России, протекает по Мезенскому району Архангельской области. Устье реки находится в 18 км по правому берегу реки Няфта. Длина реки составляет 13 км.
Река берёт начало в болоте Междуречном, среди Пальчиных озёр (46 м нум). Течёт на запад. Верховье в болотах, среднее и нижнее течение в заболоченных лесах. Высота устья — 10,6 м над уровнем моря.
Система водного объекта: Няфта → Пёза → Мезень → Белое море.

## Данные водного реестра
По данным государственного водного реестра России относится к Двинско-Печорскому бассейновому округу, водохозяйственный участок реки — Мезень от водомерного поста деревни Малонисогорская и до устья. Речной бассейн реки — Мезень.
Код объекта в государственном водном реестре — 03030000212103000050411.